# Jeong Ji-yong
Jeong Ji-yong (hangeul : 정지용, 20 juin 1902 - 25 septembre 1950), ou Jeong Jiyong, est un poète et traducteur coréen-anglais,.

## Biographie
Jeong Ji-yong est né à Okcheon, dans la province de Chungcheongbuk-do, le 20 juin 1902. Jeong étudie d'abord au lycée Hwimun à Séoul puis rejoint l'université Doshisha au Japon pour y apprendre la littérature anglaise. Il publie sa première œuvre à 18 ans, Trois personnes, son seul et unique roman. De retour en Corée en 1929, il rejoint le groupe littéraire Simunhak et en tant que conseiller de rédaction de revues littéraires, participe à la découverte de Yi Sang et du groupe Cheongnok. En 1926, il se consacre exclusivement à la poésie, la même année, son poème Café France (Kape peuranseu) est publié dans la revue Hakjo. Parallèlement à ses activités d'écrivain, il enseigne au lycée Whimoon.
Après l'indépendance, Jeong devient professeur à l'université des femmes Ewha à Séoul. Cependant, ses textes trop critiques lui valent d'être soupçonné de sympathiser avec le communisme. C'est ainsi qu'il est emprisonné lorsque la Guerre de Corée éclate. Après la prise de la ville par les Nord-Coréens, ses traces se perdent. Il a été longtemps dit qu'il serait passé au nord ou qu'il aurait été capturé par les communistes et qu'il serait mort dans une prison de Pyongyang en 1953. Ce n'est que récemment que le monde a appris qu'il avait été tué par des tirs de mitraillette tirés depuis un avion américain dès le 25 septembre 1950. À cause de ces accusations de communisme, Jeong Ji-yong n'est plus publié et ce n'est qu'à partir de 1988 et de la démocratisation de la Corée du Sud qu'il a été réhabilité.

## Œuvre
Il est considéré comme l'un des poètes les plus importants ayant émergé du mouvement moderniste dans la littérature coréenne, il est à ce titre souvent nommé comme le premier poète moderne coréen. Sa poésie peut être divisée en 3 étapes. La première étape se situe entre 1925 et 1933, période où le poète se focalise sur la nature, notamment la mer, et la sensualité. La seconde étape de son travail se situe entre 1933 et 1935, période pendant laquelle il écrit des poèmes sur la religion influencé par sa foi chrétienne. Après 1935, une troisième étape apparaît avec une mise en valeur d'une esthétique et de thèmes plus occidentaux dans ses poèmes.